# Donkey Kong 3
Donkey Kong 3 es una secuela de los videojuegos Donkey Kong y Donkey Kong Jr., creada por Shigeru Miyamoto para Nintendo Entertainment System (NES).

## Concepto
En esta ocasión, el jugador maneja al primo de Mario llamado Stanley con un insecticida en aerosol, mientras Donkey Kong está subido en dos ramas de un árbol de la que cuelgan dos colmenas de donde salen constantemente abejas.
Cuando se rocía el insecticida debajo de Donkey Kong este sube y si llega al extremo de la rama los panales caen y el jugador pasa al siguiente nivel.
Las abejas que salen del panal atacan y se pueden matar con el insecticida, pero si se lo rocías a Donkey, este vuelve a subir. Otro obstáculo es que en las ramas pasan gusanos que el insecticida no mata pero que los detiene. Cada 3 niveles aproximadamente aparece un power up en forma de insecticida que al rociar sobre él, se dispara a los panales más poderosos, que hacen subir a Donkey en pocas rociadas.
También existen cinco flores que se deben cuidar porque las abejas las toman y se las llevan, y si se las llevan todas el jugador pierde una vida, si se llevan una o varias no se pueden recuperar. Por cada flor que se conserve habrá más puntos.

## Niveles
Los niveles son todos distintos, aunque todos tienen la misma mecánica de juego descrita anteriormente. El reto consiste en alcanzar más niveles o hacer más puntos. El tiempo también se agota, si se pasa el nivel más rápido se ganan más puntos.

## Semi-secuela
Hudson Soft lanzó una semi-secuela para las computadoras japonesas NEC PC-8801, NEC PC-6601, y Sharp X1 llamada, Donkey Kong 3: Dai Gyakushū (Donkey Kong 3: Gran Contraataque). Se planeó una versión para la FM-7 pero se canceló. Este juego es significativamente diferente del original en cuanto a gameplay. Aunque el objetivo de disparar a Donkey Kong por los aires se mantiene, cuenta con 20 nuevos niveles, como un puente, el Planeta Saturno, un desierto, una pirámide y una autopista. Stanley solo puede moverse de izquierda a derecha y ya no puede saltar.
Durante décadas este juego fue inaccesible fuera de Japón. En diciembre de 2017, se compró una copia de la versión Sharp X1 en una subasta en línea de Yahoo! Auctions, y dos meses después se pudo emular. La versión de NEC PC-8801 fue descubierta posteriormente en enero de 2019. La de PC-6601 sigue estando perdida.